# Євшан-зілля (поема)
«Євшан-зілля» — поема українського письменника Миколи Вороного, написана в Полтаві 1899 р., навіяна літописною легендою про чудодійну траву-зілля євшан, яка повертає людям втрачену пам'ять. 
Актуальна для денаціоналізованих українців, ця легенда надихнула Вороного,  і не тільки його, на поетичне відображення пробудження самосвідомості людей, які втратили своє національне коріння. Сам символ євшану, які й численні переспіви легенди, були настільки актуальні й зрозумілі в Україні, що не лише літературні твори, але і періодичні видання, хорові колективи національного спрямування, вибирали для назви слово євшан, а Микола Федюшка взяв його собі як псевдонім.

## Переказ легенди
У Галицько-Волинському літописі під 1205 роком літописець помістив половецьку легенду. Порівнюючи князя Романа з Володимиром Мономахом, він згадує, як цей князь розгромив половців, як вигнав хана Отрока в Обези за Залізні Ворота, а брата його — Сирчана — за Дон:

| Після ж смерті Володимирової лишився у Сірчана один Співець — Орев, і послав він його в Обезя, кажучи: „Володимир умер уже, то ж повертайся, брате, назад в землю свою“. Перекажи ж ти йому ці слова мої, заспівай йому пісень половецьких. А як не схоче послухати, то дай йому понюхати зілля, яке зветься євшаном. А як той відмовився повертатись і слухати, дав він йому зілля. І понюхавши, заплакав той і сказав: „Краще на своїй землі кістьми лягти, ніж на чужині славному бути“. І прийшов він у землю свою... |

## Переосмислення легенди
В українській художній літературі без згадки про половецьку легенду часом натрапляємо на її переосмислення — українські дівчата несуть полин-зілля (євшан — тюркська назва полину ) козакам у турецьку неволю, щоб нагадати їм про отчий край.
Ірина Калинець так поетично відобразила дію цього зілля на українців в альманасі Євшан-Зілля:
| Так пахне стежка до рідного дому, так пахне надвечір'я у співі солов'я, так пахне зілля в Святойванівську ніч... І стократ нестриманішу тугу будить цей запах у розлуці з Батьківщиною. Закордонні туристи-українці, відвідуючи Батьківщину, беруть з собою жменьку рідної землі і горнуться в далекій чужині до неї... Жменька рідної землі... Квітка з рідного краю... А для оспалих духом — полин. Терпкий, неблагоароматний, гіркий на смак. Чому саме полинові судилося навертати людську душу і розум до священної, обітованої, рідної землі? Не оспіваній за красу з давніх-давен дикій рожі, не романтичній калині, навіть не сонцеликому соняшникові, а саме полинові — євшан-зіллю? Мабуть, лише душевні страждання, гіркота життя навертають людину до джерел — до початків, до спільноти — народу-нації. Непам'ять — це павутина, яка засотує в безчинність розум і серце, сестра байдужості до правди і добра, до кривди й зла. А ми ж сьогодні — лише частка, ми — лише місток між вчора й завтра, ми в ланцюгу буття — лише одне маленьке коліщатко, якому нема права заіржавіти, зламатися, упасти долилиць у чорний подих відчаю й зневіри. Бо там — за нами — сотні поколінь, уся Планета в присмерку чекання, уся Планета в розмаїтті мов, культур, народів, націй. Кожна несе свій цвіт у тисячне суцвіття, свій неповторний і єдиний цвіт. І вся краса, і вся мета, весь смисл вчорашній і насущний у тому розмаїтому цвітінні... З'єднала пісня половецька душу руського літописця з душею половецького співця. Гіркоту землі найдорожчої, полинний смак несходжених доріг, чуття свободи, що єднає душі, поклав у серце мандрівним сюжетом і залишив у рядках літописного сувою на безсмерття. Гортаючи старі літописні сторінки, зупинилось на тій легенді око не одного українського поета. В 1899 році Микола Вороний написав поему „Євшан-зілля“, в 1899/1914 рр. цієї ж теми торкається Іван Франко. Ще раз — у 1937 році — звертається до літописної легенди Василь Пачовський. |